# Talamanca (Barcelona)
Talamanca es un municipio y localidad española de la provincia de Barcelona, en la comunidad autónoma de Cataluña. Situado dentro del parque natural de Sant Llorenç del Munt i l'Obac y perteneciente a la comarca del Bages, cuenta con una población de 212 habitantes (INE 2024). Dado su carácter medieval y sus construcciones de piedra, tiene cierto atractivo turístico. Su población permanente es reducida, pero consigue un notable incremento en fechas de vacaciones y fines de semana.

## Historia
Aunque se han encontrado restos de yacimientos ibéricos, la primera noticia que se tiene de su existencia data del año 960 cuando Salla, el fundador del monasterio de San Benito de Bages, hace una donación de tierras y casas al término del castillo de Talamanca. Entre los años 878 y 897, cuando el conde Borrell y Wifredo el Velloso hicieron la repoblación militar, campesinos provenientes del norte se instalaron cerca de castillos e iglesias y repoblaron la zona. En esa época debió tener lugar la fundación del castillo de Talamanca y la iglesia de Santa María de Talamanca ya citada en 1038. Las construcciones de casas entre el castillo y la iglesia dieron lugar al pueblo actual de Talamanca.
Hacia mediados del siglo XIX, el lugar contaba con una población de 204 habitantes. La localidad aparece descrita en el decimocuarto volumen del Diccionario geográfico-estadístico-histórico de España y sus posesiones de Ultramar de Pascual Madoz de la siguiente manera:

TALAMANCA: l con ayunt. en la prov., aud. terr., c. g. de Barcelona (6 leg.) part. jud. de Manresa (2 1/2), dióc. de Vich. sit. á la falda de la montaña de su nombre, con buena ventilacion, y clima templado y sano. Tiene 70 casas, y una igl. parr. (Sta. Maria) de la que es aneja la de San Esteban, servida por un cura de 2.º ascenso. El térm. confina N. Navarcles;. E. Mura y Monistrol de Calders; S. el mismo Mura y Rocafort, y O. otra vez Navarcles y Rocafort. El terreno es de secano, y de mediana calidad; sus montes estan poblados de árboles y arbustos, en especial de pinos. Los caminos son locales, y se hallan en mal estado. prod.: cereales, vino y legumbres; cria caza de conejos, perdices y algunos lobos. pobl.: 45 vec., 204 alm. cap. prod.: 2.599,200 rs. imp: 64,980.
(Madoz, 1849, p. 564)

## Blasonado

### Escudo
Escudo embaldosado: losanjado de argén y de sinople. Por timbre una corona de barón. Fue aprobado el 22 de octubre de 1993.
El losanjado de argén y de sinople son las armas de los Talamanca, señores del castillo del pueblo (siglo X, se puso a la venta en 2009 por valor de 3 000 000 €), que se convirtió en el centro de una baronía.

## Demografía
Talamanca cuenta con una población de 212 habitantes (INE 2024).
| Gráfica de evolución demográfica de Talamanca entre 1842 y 2021                                                       |
| |
| Población de derecho según los censos de población del INE. Población de hecho según los censos de población del INE. |

## Fiestas locales

### Fiesta del pueblo
Una fiesta de tradición muy antigua recuperada en los años 1990. Se hace la bendición del pueblo. Tiene lugar a principios de junio.

### Verbena de San Jaime
El pueblo invita a cava y a coca mientras se disfruta de la compañía de una actuación musical. Se celebra el fin de semana siguiente al 25 de julio.

### Fiesta mayor
La fiesta mayor del pueblo se celebra el día 15 de agosto por Santa María, patrona del pueblo. Esos días se celebran competiciones deportivas, se bailan sardanas, se hacen concursos...

## Lugares para visitar

### Iglesia de Santa María de Talamanca
La iglesia de Santa María de Talamanca es un edificio de estilo románico de finales del siglo XII. En el siglo XVIII sufrió una modificación pasando a tener tres naves.

### Castillo de Talamanca
Se tienen noticias por primera vez del castillo de Talamanca en el año 967.

### Plaza de la Cruz
Llamada así porque es donde esta la cruz del pueblo que está situada al medio de un camino. Al ser la parte más alta del pueblo, también es un mirador.

### Fuente de Talamanca
La fuente de Talamanca se encuentra en un lugar umbrío al lado de un árbol centenario declarado de interés local. La fuente era usada por todos los habitantes del pueblo hasta la llegada del agua corriente. Fue construida en 1683.

### Capilla de Santa Magdalena
La capilla de Santa Magdalena, está situada fuera del núcleo urbano. Las primeras noticias son de finales del siglo XIII.

### Las siete tinas
Las siete tinas o de los Tres Salts son un conjunto de lagares entre las viñas, aisladas de cualquier otra construcción. Fueron construidas a mediados del siglo XIX.

### Los tres saltos
Los tres saltos, lugar también conocido como los ojos del Llobregat, es un enclave natural de gran belleza. El río Llobregat forma una presa natural de roca calcárea brotando desde unos saltos de dos metros.

## Administración
| Periodo   | Nombre                      | Partido             |
| --------- | --------------------------- | ------------------- |
| 1979-1983 | Francisco Sellares Boixader | Grupo Independiente |
| 1983-1987 | Francisco Sellares Boixader | Grupo Independiente |
| 1987-1991 | Francisco Sellares Boixader | CiU                 |
| 1991-1995 | Francisco Sellares Boixader | CiU                 |
| 1995-1999 | Pere Sallares Mayans        | CiU                 |
| 1999-2003 | Pere Sallares Mayans        | CiU                 |
| 2003-2007 | Josep Tarín Canales         | CiU                 |
| 2007-2011 | Josep Tarín Canales         | CiU                 |
| 2011-2015 | Josep Tarín Canales         | CiU                 |
| 2015-2019 | Josep Tarín Canales         | CiU                 |
| 2019-2023 | Josep Tarin Canales         | Junts               |
| 2023-act. | Salvador Mañé i Papasey     | Fem Talamanca-AM    |